# Casa Maffioretti
Casa Maffioretti è un edificio storico di Milano situato in via Aurelio Saffi al civico 14.

## Storia
Il palazzo venne realizzato nel 1902 secondo il progetto dell'architetto Guglielmo Maffioretti.

## Descrizione
L'edificio presenta un fronte molto sobrio ed è semplicemente decorato con un bugnato liscio al pian terreno, mentre i piani superiori sono decorati da semplici paraste e finestre con modanature in stucco talvolta decorati con motivi floreali: interessanti dal punto di vista architettonico sono i primi accenni, seppur molto contenuti, di una decorazione a carattere floreale soprattutto negli intrecci dei ferri battuti dei balconcini, precursori dello stile liberty che avrebbe dominato l'architettura milanese degli anni a venire.